# 沃思鎮區 (愛荷華州布恩縣)
沃思鎮區（英語：Worth Township）是位於美國愛荷華州布恩縣的一個行政鎮區。

## 地方資料
根據2010年美國人口普查的數據，沃思鎮區的面積為70.54平方千米，當中陸地面積為70.05平方千米，而水域面積為0.49平方千米。當地共有人口655人，而人口密度為每平方千米9.29人。